# 신발 벗고 돌싱포맨
《신발 벗고 돌싱포맨》은 매주 화요일 밤 10시 40분에 방송되는 SBS TV의 관찰 버라이어티 프로그램이다.

## 방송 시간
| 방송 채널 | 방송 기간                         | 방송 시간                    | 비고      |
| --------- | --------------------------------- | ---------------------------- | --------- |
| SBS TV    | 2021년 7월 13일 ~ 2023년 5월 16일 | 매주 화요일 밤 11:10 ~ 12:30 | 통합 편성 |
| SBS TV    | 2023년 5월 23일 ~ 2025년 4월 29일 | 매주 화요일 밤 9:00 ~ 10:20  | 통합 편성 |
| SBS TV    | 2025년 5월 13일 ~ 현재            | 매주 화요일 밤 10:40 ~ 12:05 | 통합 편성 |

## 수상 경력
2021년
- 2021년 SBS 연예대상
  - 올해의 예능인상 : 탁재훈, 이상민
  - 토크·버라이어티 부문 우수 프로그램상
  - 토크·버라이어티 부문 우수상 : 김준호, 임원희
  - 마상 (마음의 상처상), 리얼리티 부문 최우수상 : 탁재훈

2022년
- 2022년 SBS 연예대상
  - 방송작가상 : 강승희
  - 2022 SBS의 아들 상 : 김준호
  - 신 스틸러상 : 임원희
  - 명예사원상 : 이상민
  - 토크·리얼리티 부문 최우수상 : 김준호
  - 프로듀서상 : 탁재훈

2023년
- 2023 SBS 연예대상
  - SBS의 아들 상 : 이상민
  - 명예사원상 : 임원희
  - 골든솔로상 : 탁재훈, 임원희, 이상민, 김준호
  - 대상 : 탁재훈

2024년
- 2024 SBS 연예대상
  - 베스트 엔터테이너상 : 임원희
  - 명예사원상 : 김준호
  - 프로듀서상 : 이상민

## 동일 소재 프로그램
- 해피선데이(KBS 예능본부 제작)
- 감성다큐 미지수(KBS 2TV)
- 과학다큐 비욘드, 자이언트 펭TV(EBS 1TV)
- 히어로 써클(EBS·스튜디오 티앤티 공동 제작)
- MBC 뉴스특보(MBC 보도본부 제작)
- 실화탐사대(MBC TV)
- SBS 뉴스특보, 그것이 알고싶다, 궁금한 이야기 Y, SBS 뉴스 이슈진단(SBS TV)
- MBN 뉴스특보(MBN)
- 채널A 뉴스특보(채널A)
- YTN 뉴스특보(YTN)
- 연합뉴스TV 뉴스특보(연합뉴스TV)
- 아르곤(tvN)
- 진격의 언니들(채널S)
- 정선희, 문천식의 지금은 라디오 시대, 배순탁의 B side, 문화야 놀자, 출발 주말세상 차미연입니다, 모두의 퀴즈생활 서유리입니다, 주말엔 나비인가봐, 마음연구소(MBC 표준FM)
- 라디오 고해소 비밀번호 1053(cpbc FM)

## 네트워크 방송사
| 방송 권역        | 방송사 | 비고 |
| ---------------- | ------ | ---- |
| 수도권           | SBS    |      |
| 부산/경남권      | KNN    |      |
| 울산권           | ubc    |      |
| 대구/경북권      | TBC    |      |
| 대전/세종/충남권 | TJB    |      |
| 광주/전남권      | kbc    |      |
| 충북권           | CJB    |      |
| 전북권           | JTV    |      |
| 강원권           | G1방송 |      |
| 제주권           | JIBS   |      |

## 특이 사항
- 출연진이 모두 돌싱으로 구성되며 원래는 <싱글포맨>으로 컨셉을 잡아 김종국, 최시원 등 싱글인 연예인들을 출연진으로 섭외하려 했으나 출연진들이 스케줄 문제 등 여러 가지 사정 때문에 좌절되어 컨셉이 변경되었다.
- 원래는 10부작으로 편성되었으나, 시청률과 반응이 가장 좋음에 따라 정규 프로그램으로 격상되었다.
- 게스트 출연 이력이 많은 출연자는 서장훈이며 한때 고정 출연 제의를 받았으나 자신의 집에 들어와 토크하는 방식 때문에 자신의 집이 지저분해질까봐 고사했다.[1]
- 15세 이상 시청가로 판정받았지만 위험 요소에는 주제, 폭력성, 선정성, 언어, 모방 위험 등이 전부 적용된다.
- 2025년 7월 15일 부터는 돌싱포맨 옆에 그후가 추가 되어 나온다.